# Viviana Delgado
Viviana Soledad Delgado Riquelme (Santiago, 4 de septiembre de 1973) es una activista medioambiental y política chilena. Desde marzo de 2022 ejerce como diputada por el Distrito n.º8 de la Región Metropolitana.

## Biografía
Es hija de Amalfi Delgado Flores y de Albertina Riquelme. Está casada con Daniel Mauricio Espinoza Lara y es madre de dos hijos.
Egresó de enseñanza media del Colegio de Adultos Jorge Alessandri Rodríguez en 1992. En el ámbito laboral, en 1994 se desempeñó como operaria en la línea de producción de la fábrica de la empresa Baby Lee.
Entró a las actividades políticas y sociales a los 14 años, participando en el Centro Cultural Todos Juntos en la población La Pincoya, durante la dictadura militar. Posteriormente ocupó varios cargos en juntas de vecinos, defendiendo causas medioambientales como la defensa de la Quebrada de la Plata, visibilizando las consecuencias del proyecto por la construcción del oleoducto Sonacol y recientemente por los trabajos de ensanchamiento en Autopista del Sol.
En 2021 fue candidata a alcaldesa independiente con el apoyo del Partido Ecologista Verde de la comuna de Maipú, sin ser elegida.
Para las elecciones parlamentarias de 2021 se presentó como candidato a diputado por el Distrito 8, que comprende las comunas de Lampa, Maipú, Cerrillos, Quilicura, Tiltil, Colina, Estación Central y Pudahuel. Resultó elegida tras obtener 20 140 votos, equivalentes a un 4,28 % del total de sufragios válidamente emitidos. Asumió el cargo el 11 de marzo de 2022.
En abril de 2023 anunció su renuncia al Partido Ecologista Verde.

## Historial electoral

### Elecciones municipales de 2021
- Elecciones municipales de 2021 para la alcaldía de Maipú.[3]

| Candidato                  | Pacto                        | Partido | Votos  | %     | Resultado |
| -------------------------- | ---------------------------- | ------- | ------ | ----- | --------- |
| Tomás Vodanovic Escudero   | Frente Amplio                | RD      | 90 284 | 46,82 | Alcalde   |
| Cathy Barriga Guerra       | Chile Vamos                  | Ind.    | 43 137 | 22,37 |           |
| Viviana Delgado Riquelme   | Ecologistas e Independientes | Ind.    | 39 370 | 20,42 |           |
| Alejandra Bustamante Neira | Unidos por la Dignidad       | PDC     | 17 153 | 8,90  |           |
| Danilo Ramírez Cortés      | Unión Patriótica             | UPA     | 2870   | 1,49  |           |

### Elecciones parlamentarias de 2021
- Elecciones parlamentarias de 2021 a Diputado por el distrito 8 (Cerrillos, Colina, Estación Central, Lampa, Maipú, Til Til, Pudahuel y Quilicura)[4]

| Candidato                   | Pacto                          | Partido | Votos  | %     | Resultados |
| --------------------------- | ------------------------------ | ------- | ------ | ----- | ---------- |
| Carmen Hertz Cádiz          | Apruebo Dignidad               | PCCh    | 48 806 | 10,38 | Diputada   |
| César Leiva Rubio           | Independiente (Fuera de Pacto) | Ind.    | 34 704 | 7,38  |            |
| Joaquín Lavín León          | Chile Podemos Más              | UDI     | 33 111 | 7,04  | Diputado   |
| Claudia Mix Jiménez         | Apruebo Dignidad               | COM     | 24 261 | 5,16  | Diputada   |
| Viviana Delgado Riquelme    | Partido Ecologista Verde       | PEV     | 20 036 | 4,26  | Diputada   |
| Agustín Romero Leiva        | Frente Social Cristiano        | PRCh    | 17 112 | 3,64  | Diputado   |
| Alberto Undurraga Vicuña    | Nuevo Pacto Social             | PDC     | 17 086 | 3,63  | Diputado   |
| Rocío Faúndez García        | Apruebo Dignidad               | RD      | 12 713 | 2,70  |            |
| Cristián Labbé Martínez     | Chile Podemos Más              | UDI     | 11 795 | 2,51  | Diputado   |
| Pablo Vidal Rojas           | Nuevo Pacto Social             | ILAH    | 10 711 | 2,28  |            |
| Rubén Oyarzo Figueroa       | Partido de la Gente            | PDG     | 6943   | 1,48  | Diputado   |
| Camilo Morán Bahamondes     | Chile Podemos Más              | RN      | 6719   | 1,43  |            |
| Jean Pierre Bonvallet Setti | Frente Social Cristiano        | PRCh    | 5367   | 1,14  |            |
| Erto Pantoja Gutiérrez      | Nuevo Pacto Social             | ILAH    | 4548   | 0,97  |            |
| Julio Salas Gutiérrez       | Apruebo Dignidad               | ILYQ    | 4478   | 0,95  |            |
| Roxana Miranda Meneses      | Unión Patriótica               | UPA     | 2982   | 0,63  |            |